# Којсанци
Којсанци су скупина етничких група који имају исте физичке и језичке карактеристике. За њих је карактеристично да не говоре банту језике.  Њихова историја у Африци је веома дуга. У јужним деловима Африке су се појавили пре више десетина хиљада година.
Укупно их има око 400.000. 
Већина припадника ове групе народа данас говори африканерски језик као први језик, док су у прошлости говорили којсанским језицима.